# 広島大学附属三原中学校組体操死亡事件
広島大学附属三原中学校組体操死亡事件（ひろしまだいがくふぞくみはらちゅうがっこうくみたいそうしぼうじけん）は、日本の学校行事の運動会の組体操で起きた事件。行っていたのはとても不安定で危険な技で、小中学校では稀にしか実施しないというものであった。

## 概要

### 事件の発生
2016年6月18日には広島大学附属三原中学校では運動会が行われていた。この運動会では3年生は組体操を行い、この組体操の中には騎馬という技があった。この技を行っていた生徒の1人が小脳出血になり、運動会の2日後である6月20日に死亡した。行われていた組体操では、3段ピラミッドを9人で作った際に、真ん中でよつんばいになった状態でピラミッドが崩れて、上の段から落ちてきた生徒の膝で後頭部を強く打つということがおきていた。このようにして打った生徒は2日後に頭の痛みを訴えて病院に搬送されてそのまま死亡していた。死因は小脳出血と急性肺水腫と診断されていた。だが学校側はピラミッドが崩れたという事実は確認していないとする。2016年にスポーツ庁は、全国の教育委員会や附属学校のある国立大学に「組体操等による事故の防止について」という通知を出しており、この通知では危険を防止することができるように必要な措置を講じるように努めるものとして、確実に安全な状態で実施できるかを確認して、できないと判断される場合には実施を見合わせることと明記されていた。
西山豊は大阪経済大学の紀要で、この死亡事件を検証するという論文を発表した。これによると死亡の原因となった技は非常に危険な技であるため、全国の小中学校での実施例はほとんど無い。技の中でこれまでに実施例が無いこともしていた。この論文では学校側の騎馬は崩れていないという主張には疑問を呈する。計算結果では崩壊での致命的な損傷の確率は95％で死亡の確率は85％とする。どちらにせよ深刻な頭部損傷を受けたと考える。

#### 裁判
2017年11月1日に死亡した生徒の両親らは、死亡したのは運動会の組体操で頭を強打したのが原因であるとして、学校を運営する広島大学に対して損害賠償を求める訴えを広島地方裁判所に起こした。遺族は学校側は事故を未然に防ぐ安全対策を講じていなかったと主張。退場したときに騎馬が崩れる事故が起き、男子生徒の後頭部に衝撃が加わったと主張。2023年4月26日に判決が言い渡され、生徒が死亡したのは組体操が原因ではないとされ、遺族の請求は棄却された。この裁判では死亡した生徒の頭部に上段の生徒の膝が当たり脳内出血を起こしたかが争点になっていたのだが、判決では膝があたった可能性は否定できないとしたが、それが強い外力を後頭部に加えたとは考えにくいとされた。教員の指導や配置が不十分であったという主張も退けられた。